# Catasticta abiseo
Catasticta abiseo är en fjärilsart som beskrevs av Carlos José Einicker Lamas  och Maurizio Bollino 2004. Catasticta abiseo ingår i släktet Catasticta och familjen vitfjärilar. Inga underarter finns listade i Catalogue of Life.